# 8252 Elkins-Tanton
8252 Elkins-Tanton è un asteroide della fascia principale. Scoperto nel 1981, presenta un'orbita caratterizzata da un semiasse maggiore pari a 2,2873038 UA e da un'eccentricità di 0,1145585, inclinata di 3,68628° rispetto all'eclittica.